# The Datsuns (album)

The Datsuns est le premier album du groupe de rock néo-zélandais The Datsuns, sorti en 2002.
Trois des chansons étaient déjà parues en LP : Sittin' Pretty, Fink For The Man et Lady.

## Liste des titres
Toutes les chansons par The Datsuns.
1. Sittin' Pretty – 3 min 1 s
2. MF From Hell – 3 min 33 s
3. Lady – 2 min 55 s
4. Harmonic Generator – 3 min 3 s
5. What Would I Know – 5 min 34 s
6. At Your Touch – 3 min 29 s
7. Fink For The Man – 4 min 33 s
8. In Love – 2 min 54
9. You Build Me Up (To Bring M s e Down) – 3 min 58 s
10. Freeze Sucker – 6 min 1 s